# Tolt
Il tolt è un'andatura del cavallo.

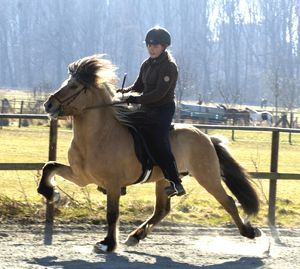
Tolt

È una variante di ambio in quattro tempi, detta anche ambio veloce. La particolarità di questa andatura è che il cavallo ha sempre almeno uno zoccolo a terra. È naturale in alcune razze come nel Cavallo (detto anche "pony") islandese o nel Rocky Mountain Horse. Negli Stati Uniti è conosciuta con il termine di gait o single foot.